# Mordecai Richler
Mordecai Richler (Montréal, 27 gennaio 1931 – Montréal, 3 luglio 2001) è stato uno scrittore e sceneggiatore canadese anglofono.

## Biografia
Nato e cresciuto in una famiglia ebrea ortodossa, Mordecai Richler condusse un'infanzia semplice e comune a tutti i bambini ebrei di Montréal, nel quartiere ebraico (nella famosa rue St. Urbain). Suo padre era un rigattiere di poche risorse e Mordecai fu costretto a trovarsi dei lavoretti part-time per aiutare la famiglia, che lo mandò anche a frequentare la Jewish Parochial School per studiare il Talmud. Quando aveva tredici anni i suoi genitori si separarono e gli eventi sembrarono cambiare di direzione. Mordecai si avvicinò poi all'ateismo, prendendo così le distanze dall'ortodossia e dalla fede in generale.
Si iscrisse alla Baron Byng High School (sarà la Fletcher's Field nel suo romanzo L'apprendistato di Duddy Kravitz), ma i suoi voti troppo bassi non gli permisero di accedere alla McGill University, e così fu costretto a iscriversi al Sir George Williams College, da lui allora considerato una alternativa per perdenti. Successivamente abbandonò il college per seguire il suo sogno, diventare uno scrittore; così a diciannove anni se ne andò a Parigi per inseguire il mito dei suoi idoli Jean-Paul Sartre e Ernest Hemingway. Era il 1951 e, grazie ad alcuni fondi di una polizza assicurativa che aveva stipulato, Richler ebbe la possibilità di allontanarsi dal college e dal ghetto ebraico di Montreal per raggiungere la Francia.
Rispetto al Canada, l'Europa offriva uno scenario culturale molto più aperto e fertile nel quale avrebbe potuto cominciare la sua carriera: i primi tempi a Parigi furono difficili, ma dopo sole tre settimane gli furono pubblicate tre brevi storie sulla piccola rivista Points ed entrò a far parte di un ristretto gruppo di aspiranti scrittori nordamericani, tra i quali Allen Ginsberg e Terry Southern. Continuò a scrivere numerose storie, ma nessuna di queste venne mai pubblicata; così dopo due anni decise di partire per la Spagna, dove visse tra Ibiza e Valencia e in sei settimane scrisse il suo primo romanzo, The Acrobats.
Andò in Canada e sottopose il libro all'attenzione di André Deutsch, un editore canadese, il quale accettò di pubblicarlo; a Montréal fu costretto a guadagnarsi da vivere lavorando per una radio, la CBC, mentre il romanzo venne pubblicato, ma non ottenne un gran successo, vendendo poco in Canada e negli Stati Uniti. Ripartì per l'Europa, ma questa volta diretto a Londra, dove visse diversi anni e mise su famiglia. Si sposò con Florence Wood, una modella canadese, con la quale ebbe quattro figli (Noah, Emma, Martha e Jacob), che vennero ad aggiungersi a Daniel, figlio di Florence avuto da un precedente matrimonio. In Inghilterra fece anche il giornalista free lance: scrisse sempre, ma critica e pubblico continuarono ad ignorarlo.
La sua permanenza in Europa contribuì a rafforzare il suo senso di appartenenza come cultura e tradizione al Canada inglese. I romanzi di Richler sono infatti per la maggior parte ambientati nella città di Montréal, nello specifico nel quartiere ebraico intorno a St. Urbain Street, e il rapporto complesso dei protagonisti con la comunità (la comunità, la famiglia, la strada) è un tema ricorrente nei suoi romanzi. In particolare, proprio il quartiere e la comunità ebraica costituiscono l'ambientazione del secondo romanzo di Richler, Son of a Smaller Hero, scritto nel 1955. Le molte somiglianze nella vita del protagonista del libro con quella dell'autore lo costrinsero a inserire una nota di prefazione nella quale si negava qualunque intento autobiografico.
Nel 1957 fu pubblicato A Choice of Enemies, opera considerata una sorta di seguito del romanzo precedente per temi e ambientazione; in questo romanzo Richler dimostrò di raggiungere una certa maturità nello stile e nell'organizzazione della trama, ma anche questa opera vendette poche copie.
Il successo di vendite arrivò nel 1959 con L'apprendistato di Duddy Kravitz (The Apprenticeship of Duddy Kravitz), considerato il suo primo capolavoro. Ambientato anch'esso nel quartiere ebraico di Montréal, narra la corsa sfrenata e senza scrupoli di un giovane ebreo verso il successo economico. Le critiche al libro furono per la maggior parte positive, ma insieme al successo arrivarono anche le prime accuse da parte delle comunità ebraiche, che lo accusavano di antisemitismo e di aver creato uno stereotipo negativo di ebreo. The Apprenticeship of Duddy Kravitz ebbe successo anche oltreoceano, tanto che il libro fu trasformato in un film, candidato all'Oscar, con sceneggiatura dello stesso Richler e la regia di Ted Kotcheff.
In questi anni cominciò una intensa collaborazione da parte di Richler con il cinema e la televisione, per i quali scriverà numerose sceneggiature. Nel 1961 ricevette il premio Guggenheim Foundation Fellowship per la scrittura creativa. Appassionato sin da giovane di giornalismo, Richler scrisse regolarmente, fino agli ultimi giorni della sua vita, per importanti riviste e giornali in Canada, negli Stati Uniti e in Inghilterra. Lo stesso Richler selezionò in seguito alcuni articoli, raccogliendoli in diverse collezioni: Hunting Tigers Under Glass (1968), Shovelling Trouble (1972), Notes on an Endangered Species and Others (1974), The Great Comic Book Heroes and Other Essays (1978), Broadsides (1991), Oh Canada! Oh Québec! Requiem for a Divided Country (1992), Belling the Cat (1998) e Dispatches from the Sporting Life (2002).
A Duddy Kravitz seguirono due romanzi di stile differente dal sobrio realismo dei precedenti: The Incomparable Atuk e Cocksure. Caratterizzati da un umorismo "nero" e da personaggi caricaturali, i due romanzi, scritti in un arco di tempo di quasi vent'anni, sono considerati le due black comedies di Richler. Nel 1971 fu pubblicato St. Urbain's Horseman che, come i primi romanzi, può essere considerato un Bildungsroman in stile canadese. Il romanzo è caratterizzato da quello che diverrà lo stile inimitabile di Richler: l'abbandono dell'organizzazione cronologica della trama, che consente all'autore di spaziare temporalmente in tutta libertà, offrendo la possibilità di inserire più personaggi e micro-storie parallele. Il romanzo fu premiato con il Governor General's Literary Prize del 1971.
Nel 1972 Richler prese la decisione di tornare a vivere in Canada con la sua famiglia. Partecipò alla polemica contro la legge di difesa del francese votata dal governo del Québec nel 1977 (la famosa legge 110). Richler non aveva mai imparato la lingua del Québec. Nei nove anni che separarono la pubblicazione dell'ultimo romanzo dal successivo, Joshua Then and Now, Richler scrisse il suo primo romanzo per bambini della trilogia di Jacob Two-Two. Nel 1989, venne pubblicato Solomon Gursky Was Here, un'epopea familiare dilatata nell'arco di due secoli. Apprezzato dalla critica come i precedenti per lo stile, il romanzo continua a dipingere scenari di famiglie ebree nel contesto canadese.
Nel 1992 Richler viaggiò a lungo in Israele e trascrisse le sue sensazioni in un inusuale diario di viaggio, Quest'anno a Gerusalemme del 1994, come aveva fatto in precedenza con il reportage Images of Spain (1977). Altrettanto inusuale sarà più tardi un libro su biliardo, On Snooker: The Game and the Characters Who Play It (2001).
Ma fu nel 1997 che Richler regalò al mondo il più memorabile dei suoi personaggi: Barney Panofsky, dal romanzo La versione di Barney (Barney's Version). Nonostante le differenze tra l'autore e il personaggio e le smentite di Richler, il romanzo è una sorta di autobiografia, nella quale si riversano le emozioni e le esperienze di un ingombrante settantenne. Il libro ebbe un grande successo e in Italia in particolar modo divenne un vero e proprio caso letterario. Vennero vendute più di 100 000 copie e Barney, il protagonista, venne trasformato in una sorta di icona culturale, politicamente scorretta, del nuovo millennio. Nel libro compaiono le sue passioni, come i sigari (Davidoff o Montecristo), il whisky (suo preferito il Macallan "single malt", ma spesso Barney beveva anche Cardhu e Laphroaig), il buon cibo e le sue idiosincrasie.
Mordecai Richler morì il 3 luglio 2001 a Montréal per un tumore ai polmoni, lasciando i due inediti The Rotten People e Back to Ibiza. Fu sepolto al Mount Royal Cemetery.
Nel 2010 il regista canadese Richard J. Lewis trasse dal suo capolavoro un film, presentato nello stesso anno in concorso al festival di Venezia. Barney Panofsky fu interpretato da Paul Giamatti; nel cast anche Dustin Hoffman e Rosamund Pike, con un cameo di David Cronenberg. In Italia uscì nelle sale il 14 gennaio 2011.
L'ultima pubblicazione italiana di Richler è del 2015 con La storia di Mortimer Griffin (Cocksure, 1968).

## Opere

### Romanzi
- Gli acrobati (The Acrobats, 1954)
- Figlio di un eroe minore (Son of a Smaller Hero, 1955)
- Scegli il tuo nemico (A Choice of Enemies, 1957)
  - trad. Vincenzo Vergiani, Roma, e/o, 1991
- L'apprendistato di Duddy Kravitz (The Apprenticeship of Duddy Kravitz, 1959)
  - trad. Massimo Birattari, Milano, Adelphi, 2006
- L'incomparabile Atuk (The Incomparable Atuk, 1963)
- La Storia di Mortimer Griffin (Cocksure, 1968)
  - trad. Bruno Oddera, Milano, Longanesi, 1970; trad. Giovanni Ferrara degli Uberti, Milano, Adelphi, 2015
- Le meraviglie di St. Urban Street (St. Urbain's Horseman,1971)
  - trad. Franco Salvatorelli, Milano, Adelphi, 2008
- Joshua allora e oggi (Joshua Then and Now, 1980)
  - trad. Giovanni Ferrara degli Uberti, Milano, Adelphi, 2013
- Solomon Gursky è stato qui (Solomon Gursky Was Here, 1989)
  - trad. Massimo Birattari, Milano, Adelphi, 2003
- La versione di Barney (Barney's Version, 1997)
  - trad. Matteo Codignola, Milano, Adelphi, 2001

### Racconti
Le meraviglie di St. Urbain Street (The Street (1969)
- trad. Franco Salvatorelli, Milano: Adelphi, 2008

### Non fiction
Il mio biliardo (On Snooker: The Game and the Characters Who Play It, 2001)
- trad. Matteo Codignola, Milano: Adelphi, 2002

### Saggi
- Immagini della Spagna (Images of Spain, 1977)
- Un mondo di cospiratori (Broadsides. Reviews and Opinions, 1990)
  - trad. Matteo Codignola e Franco Salvatorelli, Milano: Adelphi, 2007
- Quest'anno a Gerusalemme (This Year In Jerusalem, 1994)
  - trad. Massimo Birattari, Milano: Adelphi, 2002

### Libri per bambini
- Jacob Due-Due contro zanna incappucciata (Jacob Two-Two Meets the Hooded Fang, 1975)
  - trad. Claudia Valeria Letizia, Milano: Adelphi, 2003
- Jacob Due-Due e il dinosauro (Jacob Two-Two and the Dinosaur, 1987)
  - trad. Claudia Valeria Letizia, Milano: Adelphi, 2004
- Jacob Due-Due agente segreto (Jacob Two-Two and the Great Spy Case, 1995)
  - trad. Claudia Valeria Letizia, Milano: Adelphi, 2005